# Svend Methling
Svend Methling (1 de octubre de 1891 – 4 de junio de 1977) fue un director y actor de nacionalidad danesa.

## Biografía
Su nombre completo era Svend Vilhelm Methling, y nació en Copenhague, Dinamarca. Tras su formación en 1910-1913 trabajó como herrero. Posteriormente ingresó en la escuela del Teatro Real de Copenhague, donde actuó hasta el año 1922. Fue director de la Dansk Skolescene entre 1924 y 1929, del Folkescenen a partir de 1925, y del Komediehuset entre 1929 y 1930.
Trabajó en el Det Ny Teater en 1926-1929, también como director. Volvió más tarde al Teatro Real de Copenhague, en el que trabajó como director y como actor. Su habilidad como director también se plasmó en la realización de varias películas. En 1946 dirigió Fyrtøjet , el primer largometraje de animación danés, con la colaboración de Børge Ring.
Svend Methling falleció en Kongens Lyngby, Dinamarca, en el año 1977. Fue padre del director Sven Methling y del escritor Finn Methling.

## Filmografía (selección)
- 1932 : Kirke og orgel
- 1938 : Champagnegaloppen
- 1944 : Det store ansvar
- 1944 : Familien Gelinde
- 1945 : Den usynlige hær
- 1947 : Soldaten og Jenny
- 1948 : Tre år efter
- 1949 : For frihed og ret
- 1949 : Berlingske Tidende
- 1950 : Historien om Hjortholm
- 1951 : Unge piger forsvinder i København
- 1951 : Fra den gamle købmandsgård
- 1952 : Husmandstøsen
- 1952 : Kærlighedsdoktoren
- 1953 : Kriminalsagen Tove Andersen
- 1953 : Vi som går køkkenvejen
- 1954 : Karen, Maren og Mette
- 1955 : Bruden fra Dragstrup
- 1957 : En kvinde er overflødig
- 1957 : Tre piger fra Jylland
- 1957 : Ingen tid til kærtegn
- 1962 : Sømænd og svigermødre